# Kašna sv. Václava v Semilech
Kašna svatého Václava, někdy označovaná také jako Pramen svatého Václava či Studnice svatého Václava, je kamenná kašna v Semilech v okrese Semily v Libereckém kraji. Nachází se v Jílovické ulici, severovýchodně od kostela sv. Jana Křtitele. V roce 1964 byla zapsána do státního seznamu kulturních památek.

## Historie
Pramen byl v této lokalitě známý již od roku 1793. K stavební úpravě pramene došlo až roku 1857, kdy byla zřízena kamenná studna nákladem Petra Hýrka. Ta byla později upravena na malou kašnu, doplněna o schodiště usnadňující přístup k pramenu a o sochu svatého Václava – stalo se tak na náklady semilského obchodníka Václava Zákouckého roku 1894 (podle některých zdrojů až roku 1895). Tak získala kašna vzhled, který, až na drobné opravy, zůstal nezměněn do současnosti.

## Popis
Objekt kašny se nachází ve složitém svažujícím se terénu, do kterého je diagonálně zahloubeno 5,3 m dlouhé lóže obdélného půdorysu. To je ze tří stran vymezeno kamennými zdmi. Podélné (severní a jižní) stěny jsou tvořeny žulovým kvádrovým zdivem. Východní příčná stěna je vyzděna z masivních podlouhlých kvádrů na vrchu zakončených mohutným segmentovým obloukem s okosenou hranou zhotoveným z jednoho kusu žuly. Jižní stěna je vně rozšířena betonovou podélně dvakrát zalomenou opěrnou stěnou. I východní stěna je vně chráněna nízkou zídkou z kamenných kvádrů. Ze západní stěny je lóže přístupné po schodišti o čtyřech stupních. Dno lóže je vydlážděno příčně orientovanými žulovými kvádry. Podél příčné západní stěny je vystavěna kamenná terasa, do které je veprostřed zapuštěná předsazená čtyřboká kamenná vana s předsazeným oblounovým okrajem, která je naplňována vodou – proudí do ní z kovové trubky zasazené do soklu posazeného nad vanou na terase. Sokl je čtyřboký, přecházející do dvakrát se zužujícího osmibokého podstavce s gotizující reliéfní výzdobou – nahoře je zakončený pětibokým půlkruhovým útvarem s profilovanými vegetačními motivy. Na něm je posazena čtyřboká deska, na které je posazen čtyřboký sokl, veprostřed rozdělený vystupující římsou. Samotná socha sv. Václava je podživotní velikosti cca 140 cm vysoká a je orientovaná na západ. Sv. Václav je stylizován jako stojící mladší muž ve zbroji. Tvář je lemována kadeřemi hustých vlasů a vousů. Na hlavě má nasazenou typickou čtyřbokou svatováclavskou čapku. Přes ramena má přehozen dlouhý plášť. Postava je po levoboku opásána mečem. Pravá pozvednutá ruka drží přes splývající drapérii praporec, levá přidržuje o zem opřený gotický štít s motivem orlice.

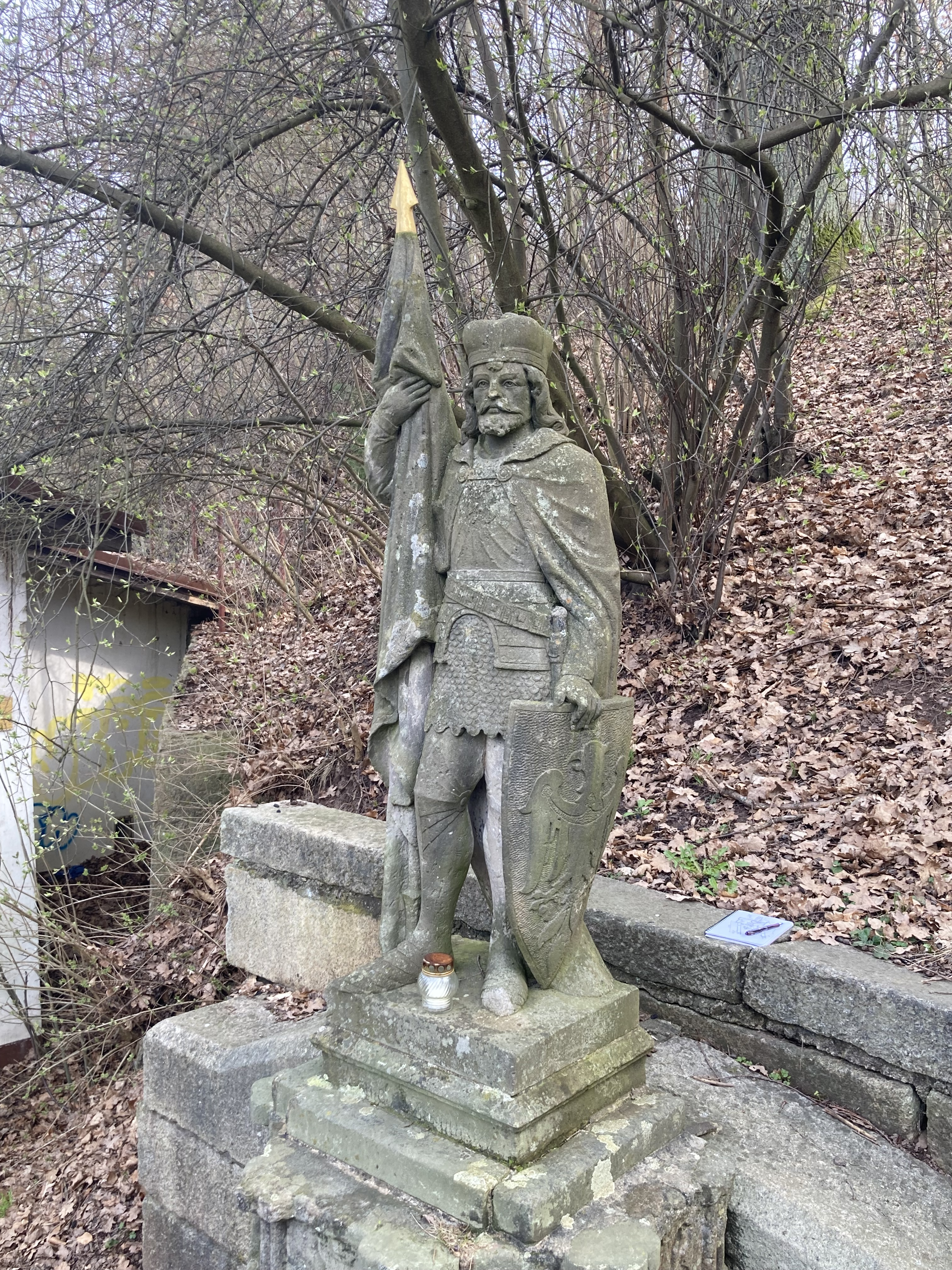
Socha sv. Václava
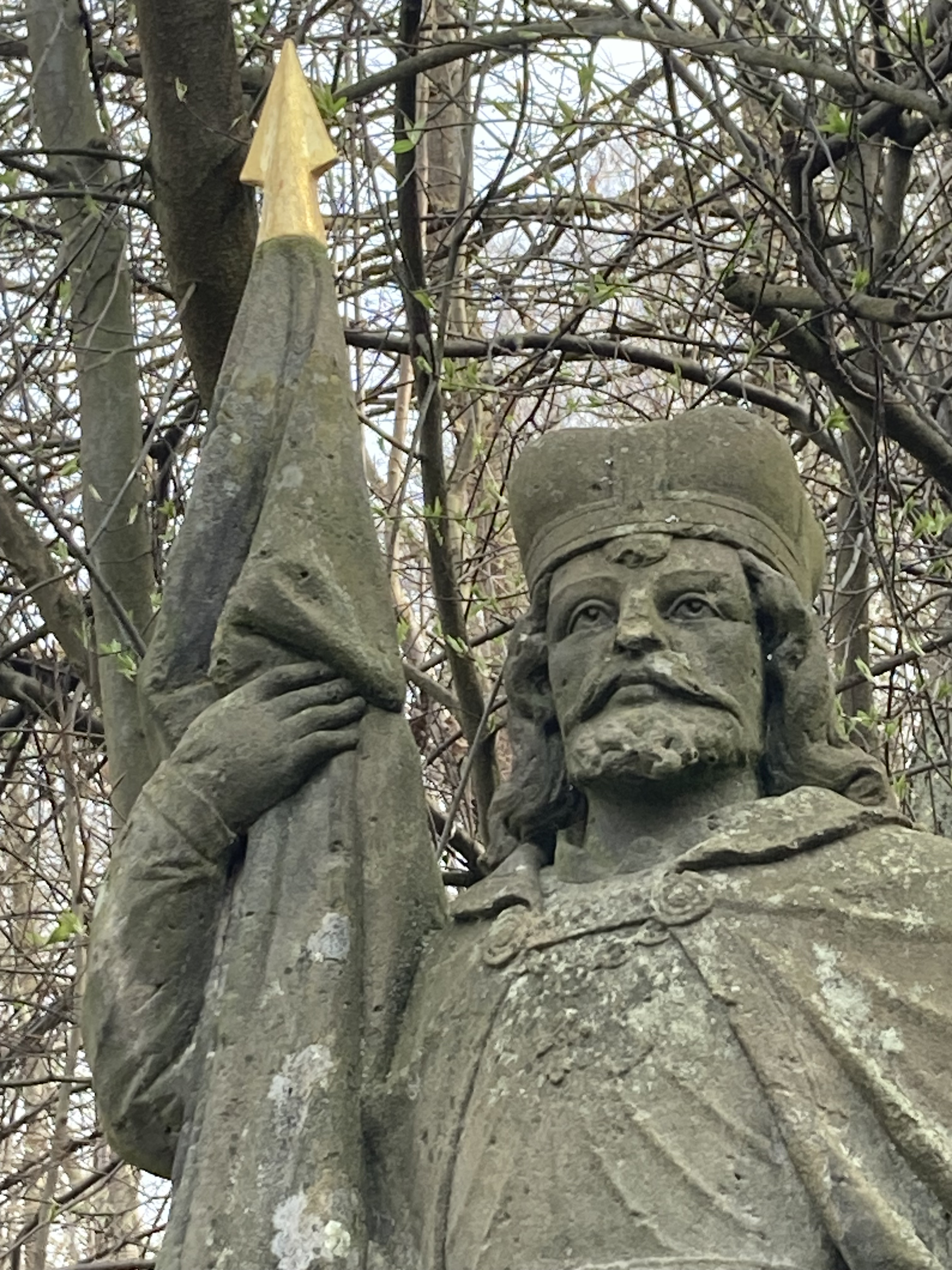
Detail sochy

## Zajímavosti
Asi 100 metrů jihozápadně od kašny se v Jílovecké ulici nacházejí tři roubené domy č.p. 102, č.p. 103, č.p. 104, které pocházejí z přelomu 18. a 19. století, jsou původní roubenou zástavbou města a jsou historicky cenné, také památkově chráněné.
Voda z kašny sv. Václava byla v minulosti pro svůj vysoký obsah železa považována za léčivou, dnes však není kvalita vody monitorována a její konzumace je na vlastní nebezpečí, na což upozorňuje i zde umístěná cedulka.